# Pyszczkowiak rudy
Pyszczkowiak rudy (Oxymycterus rufus) – gatunek ssaka z podrodziny bawełniaków (Sigmodontinae) w obrębie rodziny chomikowatych (Cricetidae).

## Zasięg występowania
Pyszczkowiak rudy występuje w środkowej i wschodniej Argentynie z odizolowaną populacją w stanie Minas Gerais w południowo-wschodniej Brazylii.

## Taksonomia
Gatunek po raz pierwszy zgodnie z zasadami nazewnictwa binominalnego opisał w 1814 roku niemiecki przyrodnik Johann Fischer von Waldheim nadając mu nazwę Mus rufus. Holotyp pochodził z szerokości geograficznej 32°30’S w systemie odwadniającym rzeki Parana, w północnej części prowincji Entre Ríos, w Argentynie. 
Odbyła się dyskusja na temat miejsca typowego O. rufus, wyznaczając neotyp z Estancia San Juan Poriahú, w prowincji Corrientes, w Argentynie. Tradycyjnie O. rufus jest określany jako O. rutilans. Odizolowana populacja w stanie Minas Gerais, określana jako gatunek który wymaga bliższego przyjrzenia się jego taksonomii. Autorzy Illustrated Checklist of the Mammals of the World uznają ten takson za gatunek monotypowy.

### Etymologia
- Oxymycterus: gr. οξυς oxus „ostry, spiczasty”; μυκτηρ muktēr, μυκτηρος muktēros „pysk, nos”, od μυκτεριζω mukterizō „kręcić nosem”[14].
- rufus: łac. rufus „czerwony, rumiany, rudy”[15].

## Morfologia
Długość ciała (bez ogona) 129–161 mm, długość ogona 69–118 mm, długość ucha 14–20 mm, długość tylnej stopy 27–32 mm; średnie i skrajne masy dla samców z moszną 92 g (62–125 g, n = 82) i dla samic z perforacją 76 g (46–110 g, n = 39). 

## Ekologia
Jego siedliskiem są otwarte łąki. Zwierzę lądowe.

## Populacja i zagrożenia
Nie ma większych zagrożeń dla tego gatunku. Gatunek obfity, chociaż jego populacja spada.

## Status
Ze względu na rozpowszechnienie i populację IUCN oceniło go na najmniejszej troski.